# Asesinato de Traci Crozier
Traci Latrice Crozier (Tennessee, 1 de septiembre de 1968–Chattanooga, Tennessee; 18 de abril de 1991) fue una joven estadounidense que fue asesinada por su exnovio, quien la encerró en su coche y le prendió fuego con un bidón de gasolina. Crozier sufrió múltiples quemaduras en más del 90 % de su cuerpo y murió al día siguiente en el hospital. Su asesino, Leroy Hall Jr. (28 de octubre de 1966–5 de diciembre de 2019) fue declarado culpable de asesinato y fue condenado a muerte, siendo ejecutado en la silla eléctrica el 5 de diciembre de 2019.

## Antecedentes y asesinato
El 17 de abril de 1991, en Chattanooga (Tennessee), una mujer de 22 años sufrió quemaduras graves en su coche a causa de un incendio provocado por su exnovio.
Antes del incidente, la víctima, Traci Crozier, conoció a su agresor, Leroy Hall Jr. (alias Lee Hall), en diciembre de 1984. A medida que se fueron acercando, su relación se convirtió en un romance en enero de 1986, y la pareja comenzó a vivir junta ese mismo mes. La pareja terminó rompiendo cinco años después y, el 26 de marzo de 1991, Crozier se mudó de la casa para vivir con su abuela y su tío, Gloria y Chris Mathis. Incluso después del fin de su relación, Hall seguía llamando por teléfono a la casa de la familia Mathis para intentar ponerse en contacto con Crozier.
El 6 de abril de 1991, 11 días antes de que Crozier fuera atacada por Hall, este último fue visto fuera de la casa de los Mathis, con el coche de Crozier en llamas. Chris fue testigo del incidente y disparó al aire, lo que provocó que Hall huyera del lugar; el fuego fue finalmente extinguido por los bomberos que acudieron al lugar. Cuando Hall llamó a la casa esa noche, Chris le advirtió que dejara en paz a su sobrina, y según se informa, Hall respondió: «Si yo no puedo tenerla, nadie puede».
Entre la última hora del 16 de abril de 1991 y la medianoche del día siguiente, 17 de abril, Hall se acercó a Crozier mientras ella estaba dentro de su coche, pero no consiguió convencerla de reconciliarse. Según se informa, Hall arrojó un recipiente lleno de gasolina a Crozier y prendió fuego al interior del coche, lo que provocó que Crozier sufriera quemaduras en todo el cuerpo, y alrededor de las 0:05 horas del 17 de abril, Crozier fue encontrada fuera de su coche con quemaduras graves en más del 90 % de su cuerpo, con el pelo derretido y la piel colgando de los brazos. Earl Atchley, comandante del Departamento de Bomberos de Chattanooga que acudió al lugar, recibió información de Crozier de que fue la misma persona, a quien Crozier identificó como Hall, quien la quemó a ella y a su coche.
Al día siguiente, el 18 de abril de 1991, Traci Latrice Crozier, de 22 años, falleció en el Hospital Erlanger. Según la doctora Sonya Merriman, especialista en quemaduras y cirujana plástica que trató a Crozier, la mayoría de las lesiones que presentaba eran quemaduras de tercer grado, tenía los dientes carbonizados y el pelo quemado. A pesar del uso de medicamentos y analgésicos, se dice que Crozier sufrió un dolor constante antes de morir, y la doctora que la atendió afirmó, basándose en el estado de Crozier, que no sobreviviría a unas heridas de tan grave consideración.

## Juicio y sentencia
Leroy Hall Jr., que tenía 24 años en el momento de los hechos, fue detenido poco después del crimen y, aunque en un principio negó su participación en el asesinato, finalmente confesó. Fue acusado de asesinato premeditado en primer grado y de incendio agravado, y formalmente procesado por un gran jurado del condado de Hamilton en junio de 1991. Por el cargo más grave de asesinato en primer grado, se enfrentaba potencialmente a la pena de muerte según la legislación del estado de Tennessee.
Del 3 al 11 de marzo de 1992, Hall fue juzgado ante un jurado en un tribunal de primera instancia del condado de Hamilton. Se llamó a varios expertos a declarar sobre la gravedad de las lesiones de Crozier y los daños causados por el incendio. Mike Donnelly, investigador de incendios provocados de la Oficina del Jefe de Bomberos del Estado de Tennessee, también declaró que los daños extensos sugerían que se había vertido gasolina directamente sobre la víctima y que el incendio se había iniciado directamente desde el asiento del conductor.
Hall subió al estrado para presentar su defensa y, según su testimonio, Hall estaba bebiendo con dos amigos, Morris Forester y Jeffery Scott Green, a primera hora de la tarde del 16 de abril de 1991, horas antes de que se produjera el asesinato. Los tres hombres bebieron aproximadamente dos cajas y media de cerveza, por lo que quedaron intoxicados. Forester se acostó alrededor de las 22:30 horas y no volvió a ver a Hall. Green, que vio a Hall entre las 22:30 y las 23:00 horas, intentó convencerlo de que se quedara en la casa de Forester, ya que Hall estaba demasiado borracho para conducir. Sin embargo, Hall se marchó y ni Green ni Forester lo volvieron a ver hasta después del asesinato. Hall declaró que fue a buscar a Crozier para intentar reconciliarse, y condujo por algunos de los lugares a los que ella había ido, y cuando se detuvo en la casa de la abuela de Crozier en un momento dado, fue amenazado por el tío de Crozier.
Después, Hall se detuvo en una estación de servicio, llenó una jarra de té con gasolina y compró un encendedor. Luego tomó toallas de papel de un dispensador cerca de los surtidores de gasolina, las metió en la jarra de té, la colocó en su coche y se dirigió de nuevo a la zona cercana a la casa de la abuela de la víctima. Hall dijo que vio a Crozier en su coche y, por lo tanto, entró en el coche para hablar con ella. Crozier no aceptó reconciliarse con Hall e incluso le pidió que se entregara a la policía. Hall no obedeció y, en cambio, le pidió a Crozier que saliera del coche porque quería quemarlo, pero Crozier se negó y, a continuación, el coche fue incendiado mientras Crozier aún estaba dentro. Hall negó haberlo hecho con la intención de dañar o matar a Crozier, alegando que solo quería quemar el coche, utilizando el contenido lanzado como un cóctel molotov, y negó haber rociado intencionadamente a Crozier con gasolina.
El jurado declaró a Hall culpable de ambos cargos de asesinato premeditado en primer grado e incendio agravado al final de su juicio de ocho días. Después de esto, el mismo jurado volvió con su veredicto, recomendando la pena de muerte para Hall por considerar que el asesinato fue especialmente atroz, cruel y que se cometió durante la perpetración de un incendio. Además de la pena de muerte, se impuso a Hall una pena de 25 años de cárcel por el otro cargo de incendio agravado en su caso.

## Apelaciones
Tras ser condenado a muerte, Leroy Hall Jr. recurrió su sentencia de muerte y su condena por asesinato. El 30 de diciembre de 1996, el Tribunal de Apelación Penal de Tennessee desestimó el recurso directo de Hall. Un año más tarde, el 15 de diciembre de 1997, el Tribunal Supremo de Tennessee desestimó el recurso de Hall. Siguiendo ese camino, en 1998, el Tribunal Supremo de los Estados Unidos también denegaba la petición de certiorari de Hall.
El 22 de agosto de 2005, el Tribunal Supremo de Tennessee desestimó la apelación de Hall para obtener una reparación tras la condena. Cinco años después, el 11 de marzo de 2010, la apelación federal de Hall fue rechazada por el juez federal J. Ronnie Greer, del Tribunal Federal de Distrito para el Distrito Este de Tennessee.

## Ejecución de Hall
Inicialmente, una orden judicial de 2014 fijó la ejecución de Leroy Hall Jr., que más tarde pasó a llamarse Lee Hall, para el 12 de enero de 2016. La fecha de ejecución se pospuso finalmente por presuntas razones legales.
El 16 de noviembre de 2018 se fijaron las fechas de ejecución de seis reclusos condenados a muerte en Tennessee, y Hall, que figuraba en la lista, estaba previsto que fuera ejecutado el 5 de diciembre de 2019. El 3 de febrero de 2019, NBC News confirmó que la pena de muerte de Hall estaba prevista para el siguiente 5 de diciembre.
El 7 de noviembre de 2019, Hall eligió ser ejecutado en la silla eléctrica. Según la legislación del estado de Tennessee, los presos condenados a muerte antes de 1999 podían elegir entre el método predeterminado de inyección letal o el método alternativo de electrocución.
Mientras tanto, como último recurso para evitar la pena de muerte, Hall presentó una serie de apelaciones de última hora para solicitar la suspensión de la ejecución y la revisión judicial de su caso. Durante los últimos días previos, se reveló que una antigua miembro del jurado, conocida como «Jurado A» en los medios de comunicación y en fuentes judiciales, no había declarado durante el proceso de selección del jurado su pasado como víctima de repetidos abusos domésticos y violaciones por parte de su exmarido. El abogado de Hall argumentó ante los tribunales que la omisión del trauma pasado del «Jurado A» privó a Hall de un jurado justo e imparcial para determinar su culpabilidad durante el juicio. Los abogados de Hall también solicitaron al gobernador del estado que retrasara la ejecución para dar más tiempo a Hall para argumentar la falta de imparcialidad de su proceso judicial.
El 19 de noviembre de 2019, un juez del condado de Hamilton rechazó la petición de Hall de que se volviera a juzgar su caso en el Tribunal Penal de dicho condado. El 3 de diciembre, el Tribunal Supremo de Tennessee desestimó la apelación de Hall y rechazó sus alegaciones de parcialidad del jurado. Al día siguiente, 4 de diciembre, víspera de su ejecución prevista, Hall perdió su apelación ante el Tribunal de Apelaciones del Sexto Circuito.
El mismo día en que el Tribunal Supremo de Tennessee rechazó su apelación, Hall fue trasladado a otra celda más cercana a la cámara de electrocución y puesto en «vigilancia de muerte», un periodo de 72 horas durante el cual los condenados a muerte son vigilados de cerca con vigilancia constante y seguridad reforzada. Durante la última semana antes de la ejecución de Hall, la familia de Traci Crozier expresó su apoyo a la ejecución, y la hermana de Crozier, Staci Wooten, declaró a la prensa que quería que fuera ejecutado por el asesinato de su hermana. Wooten y el padre de Crozier, Gene Crozier, expresaron su disposición a asistir a la ejecución de Hall, que consideraban otra muerte que era la única justicia para la difunta Crozier.
En la tarde del 5 de diciembre de 2019, a las 18:18, el Tribunal Supremo de los Estados Unidos rechazó la última apelación de Hall para retrasar su ejecución, que estaba prevista para menos de una hora después. Antes de la ejecución, el gobernador del estado de Tennessee, Bill Lee, se negó a detener la ejecución y detalló su decisión en una declaración: «El sistema judicial ha revisado exhaustivamente el caso de Lee Hall a lo largo de casi 30 años, incluyendo revisiones adicionales y fallos del Tribunal Supremo de Tennessee. La sentencia y la pena se mantienen basadas en estos fallos, y no intervendré en este caso».
Ese mismo día, Lee Hall, de 53 años, fue ejecutado en la silla eléctrica en la Institución de Máxima Seguridad de Riverbend. Hall fue declarado muerto a las 19:26 horas. Antes de su muerte, Hall pronunció sus últimas palabras: «Las personas pueden aprender a perdonar y amar, y harán de este mundo un lugar mejor». Tras la ejecución, se publicó una declaración oficial final en la que Hall pedía perdón a la familia de Crozier y expresaba su arrepentimiento por sus actos.
Para su última comida, Hall pidió un sándwich Philly cheesesteak, dos raciones de aros de cebolla, una porción de tarta de queso y una Pepsi.
Hall fue el segundo preso ciego ejecutado por asesinato desde que se reanudó la pena capital en Estados Unidos en 1976, y trece años antes que él, el asesino convicto Clarence Ray Allen, ejecutado en California en 2006, fue el primer recluso ciego en el corredor de la muerte en ser ejecutado. Hall, que aún conservaba la vista cuando se produjo el asesinato de Traci Crozier, la perdió mientras estaba en el corredor de la muerte debido a un glaucoma mal tratado. Hall fue uno de los pocos reclusos condenados de Tennessee desde 2018 que eligió ser ejecutado en la silla eléctrica. Hall fue también el vigésimo primer recluso condenado a muerte ejecutado en Estados Unidos en 2019.
En respuesta a la ejecución de Hall, Staci Wooten, hermana de Traci Crozier, emitió un comunicado a los medios de comunicación en el que afirmaba que la familia había esperado 28 años para que terminara esta terrible experiencia y que se sentían aliviados por el hecho de que se hubiera hecho justicia, y expresó su apoyo a la ejecución de Hall. En cuanto a la familia de Hall, su hermano David emitió un comunicado en nombre de su familia en el que pedía perdón a la familia de la víctima por el daño causado. David dijo que su hermano había admitido la verdad y aceptado su castigo, y que esperaba que la familia Crozier encontrara la paz y pudiera cerrar este capítulo. Añadió que Crozier era muy querida y aceptada como parte de su familia mientras salía con Hall, y que su muerte no había sido menos dolorosa para los familiares de Hall.